# 线叶黄杨
线叶黄杨（学名：Buxus linearifolia）是黄杨科黄杨属的植物，为中国的特有植物。分布于中国大陆的广西等地，目前尚未由人工引种栽培。